# Reichsarmee

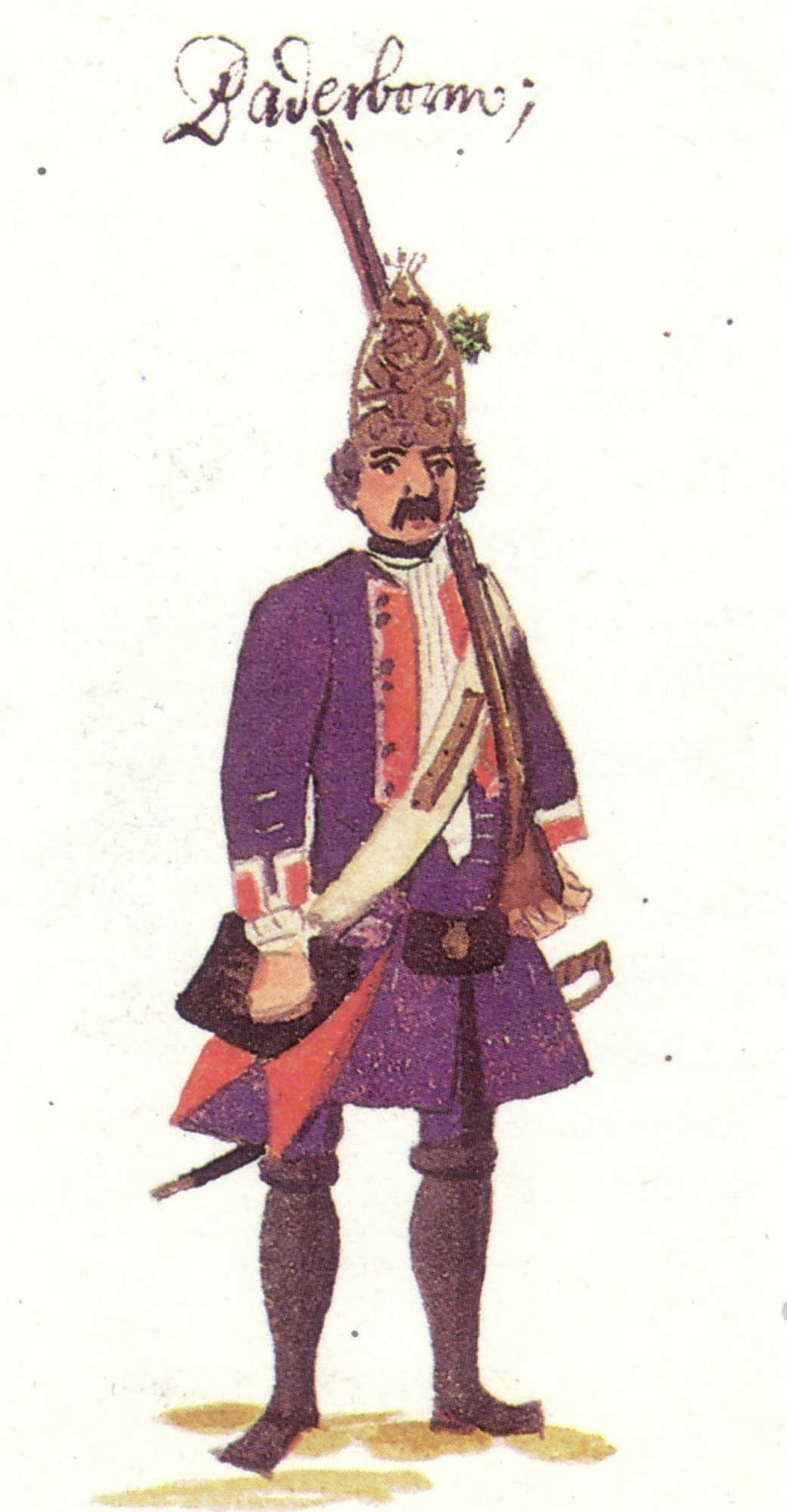
Ein Grenadier der Reichsarmee im Polnischen Erbfolgekrieg vor Philippsburg 1734 (Niederrheinisch-Westfälischer Reichskreis): Paderbornisches Infanterieregiment – Zeitgenössische Gudenus-Handschrift

Die Reichsarmee, Reichsheer oder Reichsarmatur (lateinisch: exercitus imperii) war das Heeresaufgebot des Heiligen Römischen Reiches. Anders als das Vasallenheer in fränkischer Zeit war sie nicht mehr das Heer des Kaisers, sondern ein unmittelbares Machtinstrument des Reiches und wurde vom Reichstag aufgeboten. Sie diente sowohl als Instrument der Reichsexekution nach innen als auch zur Verteidigung des Reiches nach außen.
Neben der Reichsarmee gab es auch eine Kaiserliche Armee, die der Kaiser ohne Beteiligung des Reichstages aufstellte und einsetzte.

## Rechtsgrundlage und nominelle Stärke

### Das Reichsheer von 1422
Auf dem Reichstag 1422 zu Nürnberg kam erstmals eine Aufstellung der für ein Reichsheer zu stellenden Truppen zustande. In den folgenden hundert Jahren wurde der Umfang der Reichsarmee wechselnd in konkreten Truppenstärken oder in Geldbeträgen zu ihrer Finanzierung festgesetzt. Auf dem Reichstag zu Worms 1521 wurde durch die „allzeit neueste Matrikel“ sowohl die Stärke auf 20.000 Mann Infanterie (genau 20.063) und 4.000 Mann Kavallerie (genau 4.202) wie auch die Summe der Entlohnung für einen Monat (Römermonat) auf 51.269 fl (=Gulden) festgeschrieben.
Die Reichsmatrikel legte fest, welche Kontingente an Truppen die einzelnen Reichsstände zur Reichsarmee zu stellen hatten.
Die erste Reichsmatrikel von 1422 schrieb folgende Truppen noch für die einzelnen Reichsstände vor:

„1913 gleven [Anmerkung: ursprünglich Lanze, hier: die kleinste Einheit der Kavallerie, d. h. ein Ritter mit drei bis vier Mann Gefolge]

24 gewapneter die geriten sind

486 schuczen [Anmerkung: Schützen]

20 schuczen gerittner

6 spiss

250 pferd“

### 1500: Kreistruppen bilden das Reichsheer
Die Reichskreise entstanden erst zu Beginn des 16. Jahrhunderts. Die ersten sechs Reichskreise wurden auf dem Reichstag von Augsburg 1500 eingerichtet. Sie wurden lediglich mit Nummern bezeichnet und setzten sich aus Reichsständen aller Gruppen mit Ausnahme der Kurfürsten zusammen. Mit der Schaffung vier weiterer Reichskreise im Jahre 1512 wurden nun auch die österreichischen Erblande und die Kurfürstentümer mit in die Kreisverfassung eingebunden.
Fortan bezeichnete man die Kontingente der Reichskreise als Kreistruppen, die diese zur Reichsarmee des Heiligen Römischen Reiches tatsächlich stellten. Nach der Reichsdefensionalordnung waren zwar alle Reichskreise verpflichtet, Kontingente zu stellen, aber nicht alle kamen dieser Verpflichtung nach.
Die auf dem Wormser Reichstag von 1521 aufgestellte „allzeit neueste Matrikel“ bestimmte das einfache Reichsaufgebot, das „Simplum“, mit 4.202 Reitern und 20.063 Fußknechten, später vereinfacht auf 4.000 bzw. 20.000 Mann. Ihre Besoldung, für einen Reiter zehn Gulden, ab 1542 zwölf Gulden, und für einen Fußknecht vier Gulden, betrug pro Monat 128.000 Gulden. Diese Summe, ein Römermonat genannt, wurde zum Maßstab für die Beiträge der Kreise zur Kriegskasse. Der Anschlag konnte für einen Krieg verdoppelt oder vervielfacht werden („Duplum“, „Triplum“ usw.).

### 1681: Reichsdefensionalordnung
Die Reichsheeresverfassung („Reichsdefensionalordnung“) von 1681 bestimmte endgültig die Zusammensetzung dieses Reichsheeres für große, das gesamte Reich betreffende Einsätze aus den Kontingenten der Reichskreise. Die einfache Gesamtstärke (Simplum, lat. simplum das Einfache) wurde nun auf 40.000 Mann festgelegt (28.000 Mann Infanterie und 12.000 Mann Kavallerie) und blieb bis zum Ende des Heiligen Römischen Reichs 1806 annähernd gleich. Die Territorien des Reiches hatten das simplum von Truppen für die Reichsarmee ständig unter Waffen zu halten. Bei Bedarf konnte das Reich auch das Doppelte (duplum) oder Dreifache (triplum) dieses Kontingents verlangen. In der Praxis erfüllten die Fürsten ihre Pflicht nicht selten nur durch Stellung unzureichend ausgestatteter und ausgebildeter Truppen, während gute Verbände (sofern vorhanden) für die eigene Machtpolitik eingesetzt oder gegen Subsidien an fremde Fürsten vermietet wurden. Die Verwendbarkeit der Reichsarmee litt zudem darunter, dass die Kontingente der Reichskreise aus Truppen verschiedener Reichsstände zusammengesetzt waren, die in Friedenszeiten nie miteinander übten und meist unterschiedliche Exerzierreglements hatten, was einen geschlossenen Einsatz mit anderen Kontingenten sehr erschwerte. Für die offene Feldschlacht daher nur bedingt geeignet, wurden die Truppen oft für Sicherungs- und Besatzungsaufgaben eingesetzt, so z. B. die fränkische Kreisinfanterie bei der Sendlinger Mordweihnacht.
| Reichskreis                               | Kavallerie | Infanterie |
| ----------------------------------------- | ---------- | ---------- |
| Österreichischer Reichskreis              | 2.522      | 5.507      |
| Burgundischer Reichskreis                 | 1.321      | 2.708      |
| Kurrheinischer Reichskreis                | 600        | 2.707      |
| Fränkischer Reichskreis                   | 980        | 1.902      |
| Bayerischer Reichskreis                   | 800        | 1.494      |
| Schwäbischer Reichskreis                  | 1.321      | 2.707      |
| Oberrheinischer Reichskreis               | 491        | 2.853      |
| Niederrheinisch-Westfälischer Reichskreis | 1.321      | 2.708      |
| Obersächsischer Reichskreis               | 1.322      | 2.707      |
| Niedersächsischer Reichskreis             | 1.322      | 2.707      |
| Summe                                     | 12.000     | 28.000     |

Die weitere Aufteilung innerhalb des Kreises auf die einzelnen Reichsstände nach Maßgabe der Wormser Matrikel war jetzt Sache der Kreise.

## Kommandostruktur

### Oberkommando
Bereits 1529 wurde es für nötig angesehen, einen selbstständigen Kriegsrat zu begründen. Die Verhandlungen blieben jedoch lange ohne Ergebnis. Erst am 25. Februar 1531 erließ Ferdinand I. in Linz eine Instruktion, die die Zusammenstellung eines selbstständigen, aus vier Kriegsräten gebildeten Kriegsrates anordnete. Am 17. November 1556 gelang es, einen stetten Kriegsrath zu gründen. Der Titel Hofkriegsrat wurde erstmals in einer Kanzleiordnung Ferdinands von 1564 verwendet.
Die oberste Leitung des Reichskrieges lag seit den Reformen von Kaiser Leopold in der Hand eines Reichskriegsrates, dessen Aufstellung im Belieben der Reichsstände lag.
Die kaiserlichen Wahlkapitulationen legten in der Regel fest, dass der Reichskriegsrat aus sechs katholischen und sechs evangelischen Räten und zeitweise zusätzlich aus den Kreisdirektoren bestehen sollte.
Der Reichskriegsrat wurde dann ab der Mitte des 18. Jahrhunderts zunehmend vom österreichischen Hofkriegsrat abgelöst.
Das militärische Oberkommando über die Reichsarmee führte nominell der Kaiser selbst. De facto fungierte ein Reichsgeneralleutnant als sein Stellvertreter, später ein Reichsgeneralfeldmarschall. Dieser konnte in der Praxis nur von Kaiser und Reichstag gemeinsam ernannt werden, da eine eindeutige Festlegung niemals wirklich erfolgte. Wegen der auf dem Reichstag 1555 zu Augsburg beschlossenen Parität wurden daher jeweils ein katholischer und ein evangelischer Reichsgeneralfeldmarschall ernannt. Der Reichsfeldmarschall wurde nur im Kriegsfall ernannt. Die ihm unterstellten Reichsgeneräle dienten auch im Frieden.
Reichsgeneralfeldmarschalle des Heiligen Römischen Reiches waren:
1664 (evang.) – Fürst Georg Friedrich zu Waldeck (1620–1692)
1664 (kath.) – Markgraf Leopold Wilhelm von Baden-Baden (1626–1671)
1674 (evang.) – Markgraf Friedrich VI. von Baden-Durlach (1617–1677)
1702, 30. September (kath.) – Markgraf Ludwig Wilhelm von Baden-Baden (1655–1707), „Türkenlouis“
1707, 21. Februar (kath.) – Prinz Eugen von Savoyen (1663–1736)
1712, 9. September (evang.) – Herzog Eberhard Ludwig von Württemberg (1676–1733)
Nach dem Ableben von Herzog Eberhard Ludwig wurden kurzfristig neben Prinz Eugen drei weitere Reichsgeneralfeldmarschalle ernannt.
1734, 21. Mai (kath.) – Herzog Karl Alexander von Württemberg-Winnental (1684–1737)
1734, 21. Mai (evang.) – Herzog Ferdinand Albrecht II. von Braunschweig-Wolfenbüttel-Bevern (1680–1735)
1734, 21. Mai (evang.) – Fürst Leopold I. von Anhalt-Dessau (1676–1747)
1737 (kath.) – Herzog Franz Stephan von Lothringen (1708–1765), ab 1745 Kaiser Franz I.
1741 (kath.) – Prinz Joseph Friedrich von Sachsen-Hildburghausen (1702–1787)
1753 (evang.) – Prinz Ludwig Ernst von Braunschweig-Wolfenbüttel (1718–1788)
1756 (evang.) – Johann August von Sachsen-Gotha-Altenburg (1704–1767)
1760, 17. März (kath.) – Pfalzgraf Friedrich Michael von Zweibrücken-Birkenfeld (1724–1767)
1760 (evang.) – Markgraf Karl August von Baden-Durlach (1712–1786)
1767, 18. Dezember (kath.) – Herzog Albert Kasimir von Sachsen-Teschen (1738–1822)
1793, Frühjahr (evang.) – Prinz Friedrich Josias von Sachsen-Coburg-Saalfeld (1737–1815)
1796, 10. Februar (kath.) – Erzherzog Karl von Österreich-Teschen (1771–1847) – letzter Reichsgeneralfeldmarschall
Weitere Dienstgrade auf Reichsebene waren
- Reichsgeneralfeldzeugmeister (Artillerie und Pioniere)
- Reichsgeneralfeldmarschallleutnant
- Reichsgeneral der Kavallerie
- Reichsgeneralwachtmeister

Auch diese Stellen wurden gewöhnlich konfessionell doppelt besetzt. Niedrigere Dienstgrade waren nicht erforderlich, da die einzelnen Kontingente der Reichsarmee durch Kommandeure der Reichskreise oder -stände geführt wurden.

### Kreisobristen
Nur in wenigen Kreisen wurde das Amt des Kreishauptmanns/Kreisobristen als militärischer Führer tatsächlich und auf Dauer geschaffen. In einigen Kreisen wurde für die Führung der eigenen Truppen das Amt des Kreisgenerals geschaffen, der vom Kreis bestellt und mit seinem Stab ebenso aus der Kreiskasse bezahlt wurde wie die Kommandeure der Regimenter. Die Bestellung und Bezahlung der übrigen Offiziere erfolgte teilweise durch die Kreise, teilweise durch die kontingentstellenden Stände selbst.

## Tatsächliche Aufgebote der Reichsarmee

### Interessenkonflikte zwischen Kaiser, Reichsständen und den Kreisen
Aufgrund der oft unterschiedlichen politischen Interessen des Kaisers, der großen Reichsfürsten und der Reichskreise kam auf dem Reichstag – wenn überhaupt – nur selten oder verzögert eine Einigung über das Aufgebot der Reichsarmee zu einem Reichskrieg oder einer Reichsexekution zustande. Auch nach einem Beschluss des Reichstages stellten nicht immer alle Reichsfürsten oder Reichskreise Truppen zur Reichsarmee.
Die einzelnen Reichskreise setzten sich zudem aus einer unterschiedlichen Zahl von Reichsständen zusammen. So bestand der Österreichische Kreis aus den habsburgischen Erblanden und umfasste praktisch nur einen Reichsstand, das andere Extrem war der Schwäbische Kreis mit 81 Reichsständen. Dies machte sich auch bei der Stellung von Truppen zur Reichsarmee bemerkbar.
Die Reichsstände hatten im Westfälischen Frieden 1648 das Recht erworben, eigene Truppen aufzustellen (lat. jus armorum). Die mächtigen Fürsten stellten daher zur Verfolgung ihrer Interessen Truppen auf (so genannte armierte Reichsstände). Sie waren folgerichtig auch nicht gewillt, Macht oder Truppen an den Reichskreis abzutreten. Wenn überhaupt, stellten sie ihre Truppen direkt an den Kaiser im Rahmen eines Subsidienvertrages, also zur kaiserlichen Armee. Kleinere Reichsstände, die zu einem Kreis der armierten Reichsstände gehörten, stellten entweder gar keine Truppen auf, unterstellten ihre Kontingente ebenfalls direkt der kaiserlichen Armee oder kauften sich von ihrer Verpflichtung frei, indem sie ihr Kontingent in Form von Geldzahlungen ablösten.
Nur die vier „Vorderen“ Kreise, die direkt an Frankreich grenzten, der Niederrheinisch-Westfälische Reichskreis, der Oberrheinische Reichskreis und vor allem der Fränkische Reichskreis und der Schwäbische Reichskreis organisierten ihr Militärwesen dauerhaft, als einziger unterhielt der Schwäbische Reichskreis stehende Truppen (lateinisch miles perpetuus).
Zu Beginn des Spanischen Erbfolgekrieges wurde auf dem Reichstag zu Regensburg 1702 die Aufstellung eines Stehenden Reichsheeres erwogen, es kam aber nie dazu. Die Reichsarmee bestand daher immer nur während einzelner Kriege.
Siehe auch:
- Liste der Regimenter des bayerischen Reichskreises
- Liste der Regimenter des fränkischen Reichskreises
- Liste der Regimenter des kurrheinischen Reichskreises
- Liste der Regimenter des niederrheinisch-westfälischen Reichskreises
- Liste der Regimenter des niedersächsischen Reichskreises
- Liste der Regimenter des oberrheinischen Reichskreises
- Liste der Regimenter des obersächsischen Reichskreises
- Liste der Regimenter des schwäbischen Reichskreises

### Reichskriege
„Zu keinem Reichskrieg stellten alle Reichsstände oder seit 1681 alle Reichskreise gleichrangig Soldaten.“ Ob und wie viel Truppen sie tatsächlich nach erfolgtem Beschluss des Reichstages stellten, hing von den jeweils bestehenden politischen Verhältnissen innerhalb eines Kreises ab oder von seinen außenpolitischen Bestrebungen. Gegenüber dem Reich waren die Kreisausschreibenden Fürsten im Falle eines erklärten Reichskrieges verantwortlich für die vollständige Gestellung des Kreiskontingents. Sie hatten auch die Kreisgeneralität der Reichsgewalt „anzuweisen, das heißt deren militärischem Kommando zu unterstellen“.

#### Türkenkrieg 1663/1664
Im Krieg des Kaisers gegen die Türken beschloss der Reichstag im Februar 1664 zur „eyligen Hülf“ die erste, noch freiwillige Armatur des Reiches. So stellte der Schwäbische Reichskreis zwei Regimenter zu Fuß und vier Kompanien Reiterei zu Reichsarmee.

#### Türkenkrieg 1683–1699
Gesamtstärke 1686: 40.000 Mann. Verschiedene Reichskreise stellten Truppen zur Verfügung. So stellte der Schwäbische Reichskreis je ein katholisches und evangelisches Regiment zu Pferd und Regiment zu Fuß als freiwillige Türkenhilfe nur dem Kaiser für sechs Feldzüge (1683–1686) in Ungarn jeweils auf Anforderung unter gewissen Bedingungen zur Verfügung.

#### Französisch-Holländischer Krieg 1672–1678
Im Französisch-Holländischen Krieg wurde die Reichsarmee durch Reichsschluss von 1674 eingesetzt. Hier stellte beispielsweise der Schwäbische Reichskreis ab Sommer 1675 zwei katholische und zwei evangelische eigene Regimenter, die zwar dem Reichskommando unterstellt wurden, aber im Lande blieben. Sie wurden 1677 aufgelöst. 1676 belagerte die Reichsarmee mit 40.000 Mann unter Führung von Karl V. von Lothringen erfolgreich die französisch besetzte Festung Phillipsburg.

#### Pfälzischer Erbfolgekrieg 1688–1697
Der Reichsschluß vom 14. Februar 1689 legte die Teilnahme der Reichsarmee im Pfälzischen Erbfolgekrieg (1688–1697) gegen Frankreich fest. Ihre Gesamtstärke betrug 1691: 19.000 Mann. Hier stellte beispielsweise der Schwäbische Reichskreis drei katholische und zwei evangelische eigene Regimenter, ab 1691 ein zusätzliches gemischtes Dragonerregiment, ab 1696 ein weiteres gemischtes Regiment zu Fuß. Von 1693 bis 1698 nahm der Kreis außerdem drei württembergische Hausregimenter als Subsidientruppen in Sold, die er ebenfalls zur Reichsarmee stellte.

#### Spanischer Erbfolgekrieg 1701–1714
Für den Krieg gegen Frankreich im Spanischen Erbfolgekrieg (1701–1714) wurde die Reichsarmee laut Reichsschluß vom 30. September 1702 mobilisiert. Sie hatte 1702 eine Gesamtstärke 44.000 Mann. Hier stellte der Schwäbische Reichskreis zwei Regimenter zu Pferd, ein Dragonerregiment und fünf Regimenter zu Fuß. Die fünf Grenadierkompanien wurden meist von ihren Regimentern getrennt in einem besonderen Grenadierbataillon als taktische Einheit eingesetzt.

#### Polnischer Erbfolgekrieg 1733–1738
Der Reichsschluß von 1734 bot die Reichsarmee aufgrund der Besetzung Lothringens durch Frankreich im Polnischen Erbfolgekrieg (1733–1738) auf. Dabei stellte z. B. der Schwäbische Reichskreis alle seine Truppen (ein Kürassier-Regiment, ein Dragonerregiment und drei Regimenter zu Fuß) auf.

#### Erster Koalitionskrieg 1792–1797
Der Reichsschluß vom 22. März 1793 setzte die Reichsarmee im Krieg gegen das revolutionäre Frankreich im ersten Koalitionskrieg (1792–1797) ein. Die Gesamtstärke betrug 1795 44.000 Mann. Der Schwäbische Reichskreis stellte 1796 als einziger ein komplettes Corps (Fünffaches der Matrikularstärke (Quintuplum) = 7.300 Mann; mit einem Kürassier-Regiment, einem Dragoner-Regiment, vier Regimentern zu Fuß, zwei Grenadier-Bataillonen, zwei combinierten Bataillonen und einer Artillerie-Reserve von 20 Geschützen), gegliedert in drei Brigaden. Herzog Friedrich II. von Württemberg schloss am 17. Juli 1797 mit General Moreau einen Waffenstillstand und berief sein Kontingent vom schwäbischen Korps ab, der badische Markgraf Carl Friedrich folgte diesem Schritt am 25. Juli. Der Kreis verhandelte dann für die restlichen Truppen ebenfalls wegen eines Waffenstillstands. Noch vor Abschluss der Verhandlungen ließ der kaiserliche Feldmarschall Erzherzog Karl am 29. Juli die bei Biberach an der Riß stehenden Reste des schwäbischen Korps (4.000 Mann Infanterie, 850 Reiter und 21 Geschütze) durch 6.000 Mann umstellen und entwaffnen. Der Fränkische Kreis stellte ein Kürassier-Regiment, ein Dragoner-Regiment, vier Regimenter zu Fuß, zwei Grenadier-Kompanien und Artillerie. Der Bayerische Kreis stellte ein Regiment zu Fuß. Kurpfalz-Bayern stellte seine Truppen direkt zur Reichsarmee. Der Oberrheinische Kreis stellte drei Regimenter. Der Kurrheinische Kreis stellte vier Regimenter. Der Niederrheinisch-Westfälische Kreis stellte drei Regimenter zu Fuß.

#### Zweiter Koalitionskrieg 1799–1802
Auch der letzte Krieg der Reichsarmee wurde gegen Frankreich geführt. Im zweiten Koalitionskrieg (1799–1802) wurde per Reichsschluß vom 16. September 1799 ein letztes Aufgebot aufgestellt. Der Schwäbische Reichskreis etwa stellte kein geschlossenes Korps. Württemberg und Baden stellten ihre Kontingente zusammen mit eigenen Truppen zur Reichsarmee. Das 3. Kreis-Infanterie-Regiment (Königsegg-Aulendorf) und das Kreis-Kürassier-Regiment (Hohenzollern) wurden mit österreichischen Uniformen in das österreichische Heer eingegliedert.

### Die Reichsexekutionen

#### Gegen Mecklenburg 1719
1718 beauftragte der Kaiser den Kurfürsten von Braunschweig-Lüneburg und den Fürsten von Braunschweig-Wolfenbüttel mit der Reichsexekution gegen Karl Leopold von Mecklenburg. 1719 marschierten 11.000 Mann in Mecklenburg-Schwerin ein und übernahmen mit kaiserlichem Mandat die dortige Landesverwaltung.

#### Gegen Brandenburg-Preußen 1757–1763
Die wichtigste Reichsexekution erfolgte durch Reichsschluß vom 17. Januar 1757 gegen das hohenzollernsche Königreich Preußen, das durch die Besetzung Sachsens 1756 im Siebenjährigen Krieg Landfriedensbruch begangen hatte. Der Fränkische, der Schwäbische, der Oberrheinische, der Kurrheinische, der Niederrheinisch-Westfälische und der Sächsische Reichskreis stellten daraufhin mit großer Verspätung Truppen. Die Reichsarmee wurde in der Schlacht bei Roßbach geschlossen unter französischem Kommando eingesetzt und von den Preußen entscheidend geschlagen. Obwohl sie sich dabei durchaus ordentlich gehalten hatte und die Niederlage primär auf fehlerhafte Planung durch den französischen Oberkommandierenden Prince Soubise zurückzuführen war, dichtete die kleindeutsch gesinnte Öffentlichkeit der Reichsarmee später den Spottnamen „Reißausarmee“ an.

#### Gegen Lüttich 1790/1791
1789 verhängte das Reichskammergericht in Wetzlar die Reichsexekution über das revolutionäre Lüttich. In Unruhen wurde zuvor der Fürstbischof Cäsar Constantin Franz von Hoensbroech vertrieben. Der Niederrheinisch-Westfälische Reichskreis war mit der Umsetzung der Reichsexekution beauftragt.

## Das Ende der Reichsarmee
Mit dem Heiligen Römischen Reich ging 1806 auch die Reichsarmee unter. Der Rheinbund hatte keine einheitliche Heeresstruktur mehr, sondern sah nur die Stellung von Truppen unter französischem Kommando vor.